# (1683) Castafiore
Pour les articles homonymes, voir Castafiore.
(1683) Castafiore est un astéroïde de la ceinture principale, nommé en référence à Bianca Castafiore.

## Description
(1683) Castafiore est un astéroïde de la ceinture principale découvert le 19 septembre 1950 à l'observatoire royal de Belgique à Uccle par l'astronome belge Sylvain Arend (1902-1992). Sa désignation provisoire était 1950 SL.
L'astéroïde doit son nom à Bianca Castafiore, personnage de fiction des Aventures de Tintin, imaginé par Hergé (1907-1983).

## Caractéristiques
Sa distance minimale d'intersection de l'orbite terrestre est de 1,235 100 ua.
Son paramètre de Tisserand est de 3,295.